# Klintehamns landsfiskalsdistrikt
Klintehamns landsfiskalsdistrikt var 1918–1964 ett landsfiskalsdistrikt i Gotlands län, bildat när Sveriges indelning i landsfiskalsdistrikt trädde i kraft den 1 januari 1918, enligt beslut den 7 september 1917. Den 1 januari 1965 avskaffades i Sverige samtliga landsfiskaler och landsfiskalsdistrikt, och deras arbetsuppgifter delades upp på de nyskapade indelningarna polisdistrikt, åklagardistrikt och kronofogdedistrikt.
Landsfiskalsdistriktet låg under länsstyrelsen i Gotlands län.

## Ingående områden
När Sveriges nya indelning i landsfiskalsdistrikt trädde i kraft den 1 oktober 1941 (enligt kungörelsen den 28 juni 1941) tillfördes kommunerna Hablingbo och Silte från det upplösta Burgsviks landsfiskalsdistrikt. När Sveriges nya indelning i landsfiskalsdistrikt trädde i kraft den 1 januari 1952 (enligt kungörelsen 1 juni 1951) ändrades distriktets omfattning.

### Från 1918
Gotlands södra härad:
- Atlingbo landskommun
- Eksta landskommun
- Eskelhems landskommun
- Fröjels landskommun
- Hejde landskommun
- Hogräns landskommun
- Klinte landskommun
- Mästerby landskommun
- Sanda landskommun
- Sproge landskommun
- Stenkumla landskommun
- Tofta landskommun
- Träkumla landskommun
- Valls landskommun
- Västergarns landskommun
- Västerhejde landskommun
- Väte landskommun

### Från 1 oktober 1941
Gotlands södra härad:
- Atlingbo landskommun
- Eksta landskommun
- Eskelhems landskommun
- Fröjels landskommun
- Hablingbo landskommun
- Hejde landskommun
- Hogräns landskommun
- Klinte landskommun
- Mästerby landskommun
- Sanda landskommun
- Silte landskommun
- Sproge landskommun
- Stenkumla landskommun
- Tofta landskommun
- Träkumla landskommun
- Valls landskommun
- Västergarns landskommun
- Västerhejde landskommun
- Väte landskommun

### Från 1 januari 1952
- Klintehamns landskommun
- Stenkumla landskommun